# Oh Wonder
Oh Wonder — дуэт, образованный в Лондоне в 2014 году Джосефиной Вандер Гюхт и Энтони Вестом, играющий в стиле инди-поп. После того, как был выпущен их дебютный альбом, они получили всемирное признание благодаря своим синглам. Начиная с сентября 2014 года, Гюхт и Вест в течение года записывали и выпускали по одной композиции. Все песни были выпущены одновременно в виде одноимённого дебютного альбома 4 сентября 2015 года. 14 июля 2017 года дуэт выпустил второй альбом Ultralife. Оба альбома имели межплатформенный успех.
Они выступали с аншлагами в Лондоне, Париже, Нью-Йорке и Лос-Анджелесе спустя неделю после выхода их дебютного альбома, что ознаменовало начало гастрольной карьеры дуэта.

## Дискография
Студийные альбомы
- Оh Wonder (2015)
- Ultralife (2017)
- No One Else Can Wear Your Crown (2020)
- Home Tapes (2020)
- 22 Break (2021)
- 22 Make (выход запланирован на 2022)